# Chéry-Chartreuve
Pour les articles homonymes, voir Chéry (homonymie).
Chéry-Chartreuve est une commune française située dans le département de l'Aisne en région Hauts-de-France.

## Géographie

### Localisation
Le village est situé à 13 km au sud-est de Braine et à 4,5 km au sud-ouest de Fismes.
Il se trouve dans l'aire d'attraction de Reims, dans la zone d'emploi de Soissons et dans le bassin de vie de Fismes.

### Communes limitrophes
Les communes limitrophes sont  Bazoches-et-Saint-Thibaut, Bruys, Coulonges-Cohan, Dravegny, Mareuil-en-Dôle, Mont-Notre-Dame, Mont-Saint-Martin et Seringes-et-Nesles.
| Mont-Notre-Dame | Bazoches-et-Saint-Thibaut (Cnes deléguées de Saint-Thibaut et de Bazoches-sur-Vesles) | Mont-Saint-Martin |
| Bruys           | Chéry-Chartreuve                                                                      |                   |
| Mareuil-en-Dôle | Coulonges-Cohan                                                                       | Dravegny          |

### Géologie et relief
La superficie de la commune est de 13,69 km2 ; son altitude varie de 92  à   207 mètres.

### Hydrographie

#### Réseau hydrographique

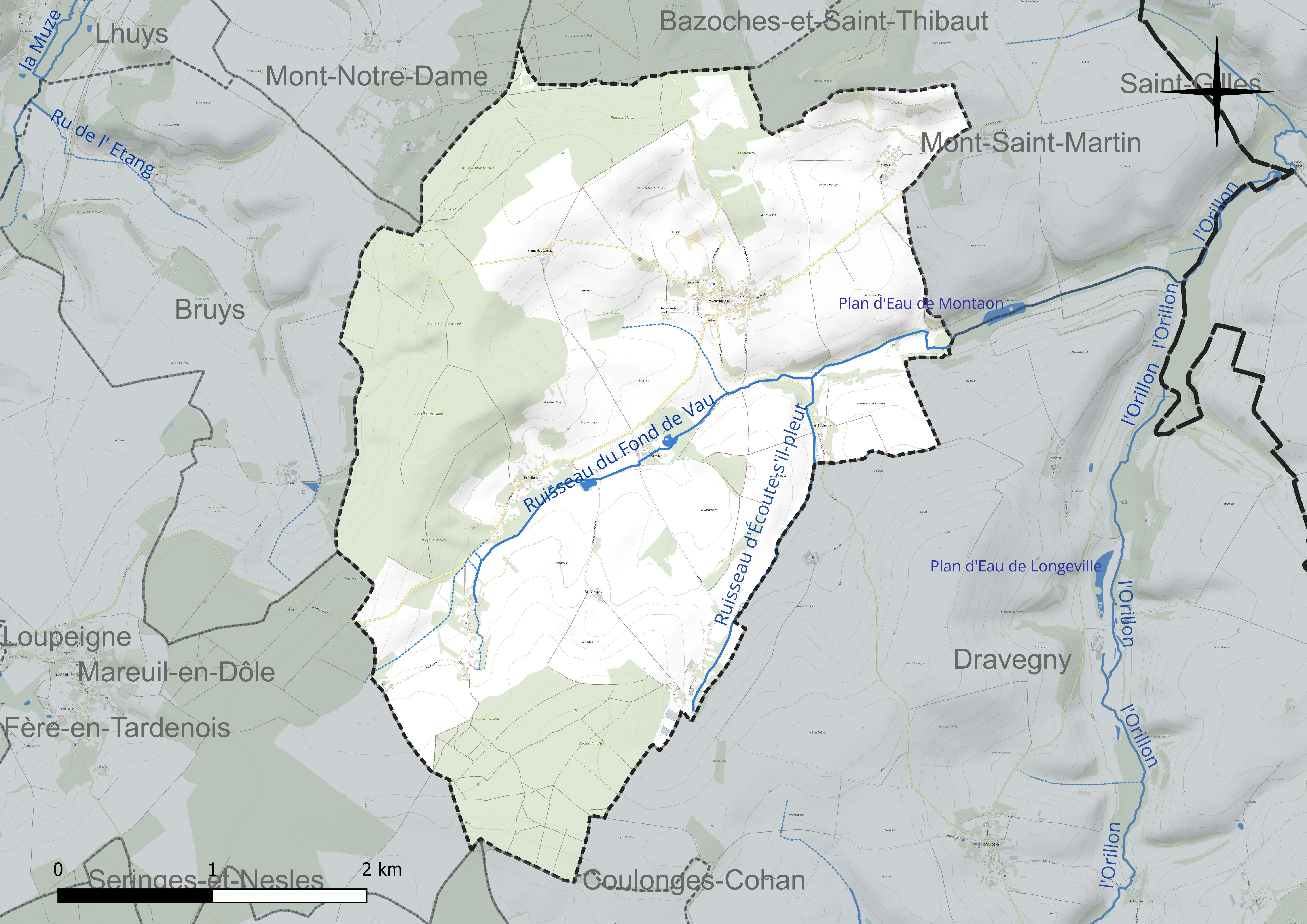
Réseau hydrographique de Chéry-Chartreuve.

La commune est située dans le bassin Seine-Normandie.
Elle est drainée par le ruisseau du Fond de Vau et le ruisseau d'Ecoute Sil Pleut,,.

#### Gestion et qualité des eaux
Le territoire communal est couvert par le schéma d'aménagement et de gestion des eaux (SAGE) « Aisne Vesle Suippe ». Ce document de planification, dont le territoire s'étend sur 3 096 km2 répartis sur trois départements (Aisne, Marne et Ardennes) et deux régions (Champagne-Ardenne et Picardie), a été approuvé le 16 décembre 2013. La structure porteuse de l'élaboration et de la mise en œuvre est le Syndicat d'aménagement des bassins Aisne Vesle Suippe (SIABAVES).
La qualité des cours d'eau peut être consultée sur un site spécial géré par les agences de l'eau et l'Agence française pour la biodiversité.

### Climat
Pour des articles plus généraux, voir Climat des Hauts-de-France et Climat de l'Aisne.
En 2010, le climat de la commune est de type climat océanique dégradé des plaines du Centre et du Nord, selon une étude du CNRS s'appuyant sur une série de données couvrant la période 1971-2000. En 2020, Météo-France publie une typologie des climats de la France métropolitaine dans laquelle la commune est exposée à un climat océanique altéré et est dans la région climatique Nord-est du bassin Parisien, caractérisée par un ensoleillement médiocre, une pluviométrie moyenne régulièrement répartie au cours de l'année et un hiver froid (3 °C).
Pour la période 1971-2000, la température annuelle moyenne est de 10,5 °C, avec  une amplitude thermique annuelle de 15,4 °C. Le cumul annuel moyen de précipitations est de 755 mm, avec 11,9 jours de précipitations en janvier et 8,5 jours en juillet. Pour la période 1991-2020 la température moyenne annuelle observée sur la station météorologique la plus proche, située sur la commune de Braine à 11 km à vol d'oiseau, est de 11,3 °C et le cumul annuel moyen de précipitations est de 662,7 mm,. Pour l'avenir, les paramètres climatiques de la commune estimés pour 2050 selon différents scénarios d'émission de gaz à effet de serre sont consultables sur un site spécial publié par Météo-France en novembre 2022.

## Urbanisme

### Typologie
Au 1er janvier 2024, Chéry-Chartreuve est catégorisée commune rurale à habitat dispersé, selon la nouvelle grille communale de densité à 7 niveaux définie par l'Insee en 2022.
Elle est située hors unité urbaine. Par ailleurs la commune fait partie de l'aire d'attraction de Reims, dont elle est une commune de la couronne,. Cette aire, qui regroupe 294 communes, est catégorisée dans les aires de 200 000 à moins de 700 000 habitants,.

### Occupation des sols

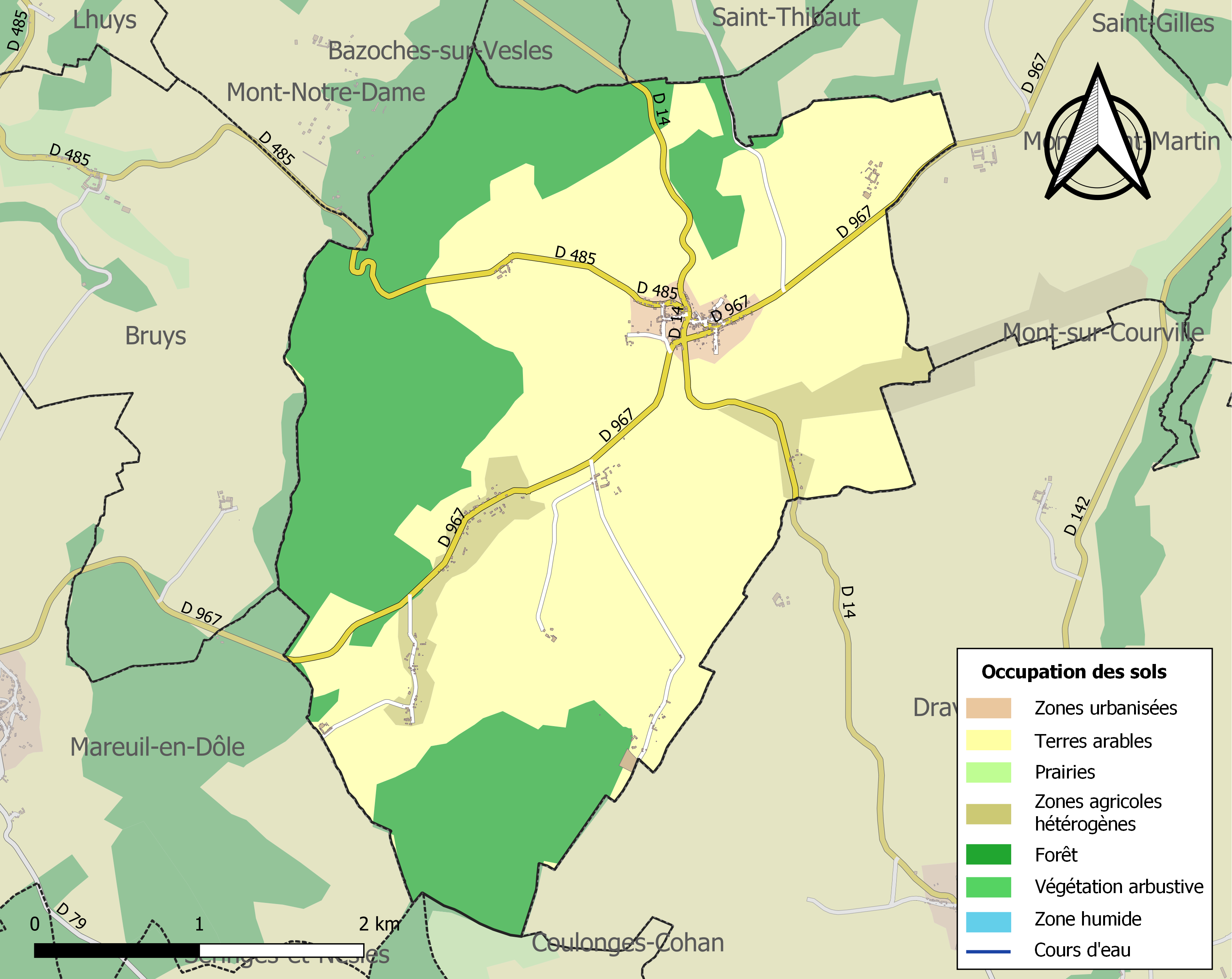
Carte des infrastructures et de l'occupation des sols de la commune en 2018 (CLC).

L'occupation des sols de la commune, telle qu'elle ressort de la base de données européenne d'occupation biophysique des sols Corine Land Cover (CLC), est marquée par l'importance des territoires agricoles (63,2 % en 2018), une proportion sensiblement équivalente à celle de 1990 (62,8 %).
La répartition détaillée en 2018 est la suivante : terres arables (57,9 %), forêts (35 %), zones agricoles hétérogènes (5,2 %), zones urbanisées (1,8 %).
L'évolution de l'occupation des sols de la commune et de ses infrastructures peut être observée sur les différentes représentations cartographiques du territoire : la carte de Cassini (XVIIIe siècle), la carte d'état-major (1820-1866) et les cartes ou photos aériennes de l'IGN pour la période actuelle (1950 à aujourd'hui).

### Lieux-dits, hameaux et écarts
- La Tuilerie, Dôle, la Montagne, les Cruaux, Chartreuve (ferme), les Dames (ferme).

### Habitat et logement
En 2021, le nombre total de logements dans la commune était de 199, alors qu'il était de 197 en 2016 et de 189 en 2011.
Parmi ces logements, 81,4 % étaient des résidences principales, 10,1 % des résidences secondaires et 8,5 % des logements vacants. Ces logements étaient pour 96,5 % d'entre eux des maisons individuelles et pour 2 % des appartements.
Le tableau ci-dessous présente la typologie des logements à Chéry-Chartreuve en 2021 en comparaison avec celle de l'Aisne et de la France entière. Une caractéristique marquante du parc de logements est ainsi une proportion de résidences secondaires et logements occasionnels (10,1 %) supérieure à celle du département (3,4 %) et à celle de la France entière (9,7 %).
| Typologie                                               | Chéry-Chartreuve | Aisne | France entière |
| ------------------------------------------------------- | ---------------- | ----- | -------------- |
| Résidences principales (en %)                           | 81,4             | 86,7  | 82,2           |
| Résidences secondaires et logements occasionnels (en %) | 10,1             | 3,4   | 9,7            |
| Logements vacants (en %)                                | 8,5              | 9,9   | 8,1            |

## Toponymie
Chéry est attesté sous les formes Cheherium (1132) ; Cheheri (1150) ; Caherium (1162) ; Chaheri, Chaeri (XIIe siècle) ; Cheriacus (1186) ; Cheri (XIIIe siècle).

Chéry est le nom de trois villages de l'Aisne et d'un village du Cher, département où le patronyme se rencontre aussi (latin Cariacum = « domaine de Carius »).
Chartreuve est attesté sous les formes Cartobra (IXe siècle) ; Chartovra (1132) ; Cartovra (1193) ; Cartovorum (1208) ; Ecclesia Carthovori (1209) ; Kartovorum, Chartovorum (1214) ; Chartuevre (1259) ; Chartreuve-en-Tardenois (1359) ; Chartueuve (1399) ; Charteuvre (1474) ; Chartreve (1655) ; Chartreuves (1745) ; Chartruve.

## Histoire

### Révolution française et Empire
La commune de Chartreuve, instituée par la Révolution française, absorbe entre 1790 et 1794 celle de Chery et prend le nom de Chery-Chartreuve puis de Chéry-Chartreuve.

## Politique et administration

### Rattachements administratifs et électoraux

#### Rattachements administratifs
La commune se trouve  dans l'arrondissement de Soissons du département de l'Aisne.
Elle faisait partie depuis 1801 du canton de Braine. Dans le cadre du redécoupage cantonal de 2014 en France, cette circonscription administrative territoriale a disparu, et le canton n'est plus qu'une circonscription électorale.

#### Rattachements électoraux
Pour les élections départementales, la commune fait partie depuis 2014 du canton de Fère-en-Tardenois.
Pour l'élection des députés, elle fait partie de la cinquième circonscription de l'Aisne depuis le dernier découpage électoral de 2010

### Intercommunalité
Chéry-Chartreuve est  membre de la communauté de communes du Val de l'Aisne, un établissement public de coopération intercommunale (EPCI) à fiscalité propre créé fin 1994  et auquel la commune a transféré un certain nombre de ses compétences, dans les conditions déterminées par le code général des collectivités territoriales.

### Liste des maires
| Période                                  | Période                     | Identité                      | Étiquette       | Qualité |
| ---------------------------------------- | --------------------------- | ----------------------------- | --------------- | --- |
| Les données manquantes sont à compléter. |                             |                               |                 | |
|                                          |                             |                               |                 | |
| 1820                                     |                             | M. Boucher                    |                 | |
|                                          |                             |                               |                 | |
| XIXe siècle                              | XIXe siècle                 | Ernest Geoffroy de Villeneuve | Maj. dynastique | Propriétaire Député de l'Aisne (1852 → 1865) Conseiller général de Fère-en-Tardenois (1848 → 1865) Officier de la Légion d'honneur |
| avant 1874                               | 1875                        | M. Renard                     |                 | |
|                                          |                             |                               |                 | |
| 1900                                     |                             | M. Hédouin                    |                 | |
| 1926                                     |                             | M. Lambert                    |                 | |
|                                          |                             |                               |                 | |
| mars 2001                                | 2014                        | Anne-Marie Vermeulen          |                 | |
| 2014                                     | mai 2024,                   | Thierry Decauché              | SE              | Salarié agricole Vice-président de la CC du Val de l'Aisne (2020 → ) Démissionnaire                                                |
| juin 2024                                | En cours (au 1er juin 2024) | Nicolas Morel                 |                 | |

## Population et société

### Démographie
L'évolution du nombre d'habitants est connue à travers les recensements de la population effectués dans la commune depuis 1793. Pour les communes de moins de 10 000 habitants, une enquête de recensement portant sur toute la population est réalisée tous les cinq ans, les populations de référence des années intermédiaires étant quant à elles estimées par interpolation ou extrapolation. Pour la commune, le premier recensement exhaustif entrant dans le cadre du nouveau dispositif a été réalisé en 2005.

En 2022, la commune comptait 379 habitants, en évolution de −2,82 % par rapport à 2016 (Aisne : −1,97 %, France hors Mayotte : +2,11 %).
| 1793 | 1800 | 1806 | 1821 | 1831 | 1836 | 1841 | 1846 | 1851 |
| ---- | ---- | ---- | ---- | ---- | ---- | ---- | ---- | ---- |
| 455  | 479  | 456  | 469  | 560  | 543  | 562  | 583  | 573  |

| 1856 | 1861 | 1866 | 1872 | 1876 | 1881 | 1886 | 1891 | 1896 |
| ---- | ---- | ---- | ---- | ---- | ---- | ---- | ---- | ---- |
| 556  | 540  | 576  | 544  | 530  | 535  | 510  | 497  | 474  |

| 1901 | 1906 | 1911 | 1921 | 1926 | 1931 | 1936 | 1946 | 1954 |
| ---- | ---- | ---- | ---- | ---- | ---- | ---- | ---- | ---- |
| 442  | 426  | 391  | 341  | 352  | 349  | 342  | 345  | 316  |

| 1962 | 1968 | 1975 | 1982 | 1990 | 1999 | 2005 | 2006 | 2010 |
| ---- | ---- | ---- | ---- | ---- | ---- | ---- | ---- | ---- |
| 318  | 305  | 279  | 271  | 293  | 309  | 330  | 330  | 341  |

| 2015 | 2020 | 2022 | - | - | - | - | - | - |
| ---- | ---- | ---- | - | - | - | - | - | - |
| 388  | 381  | 379  | - | - | - | - | - | - |

## Culture locale et patrimoine

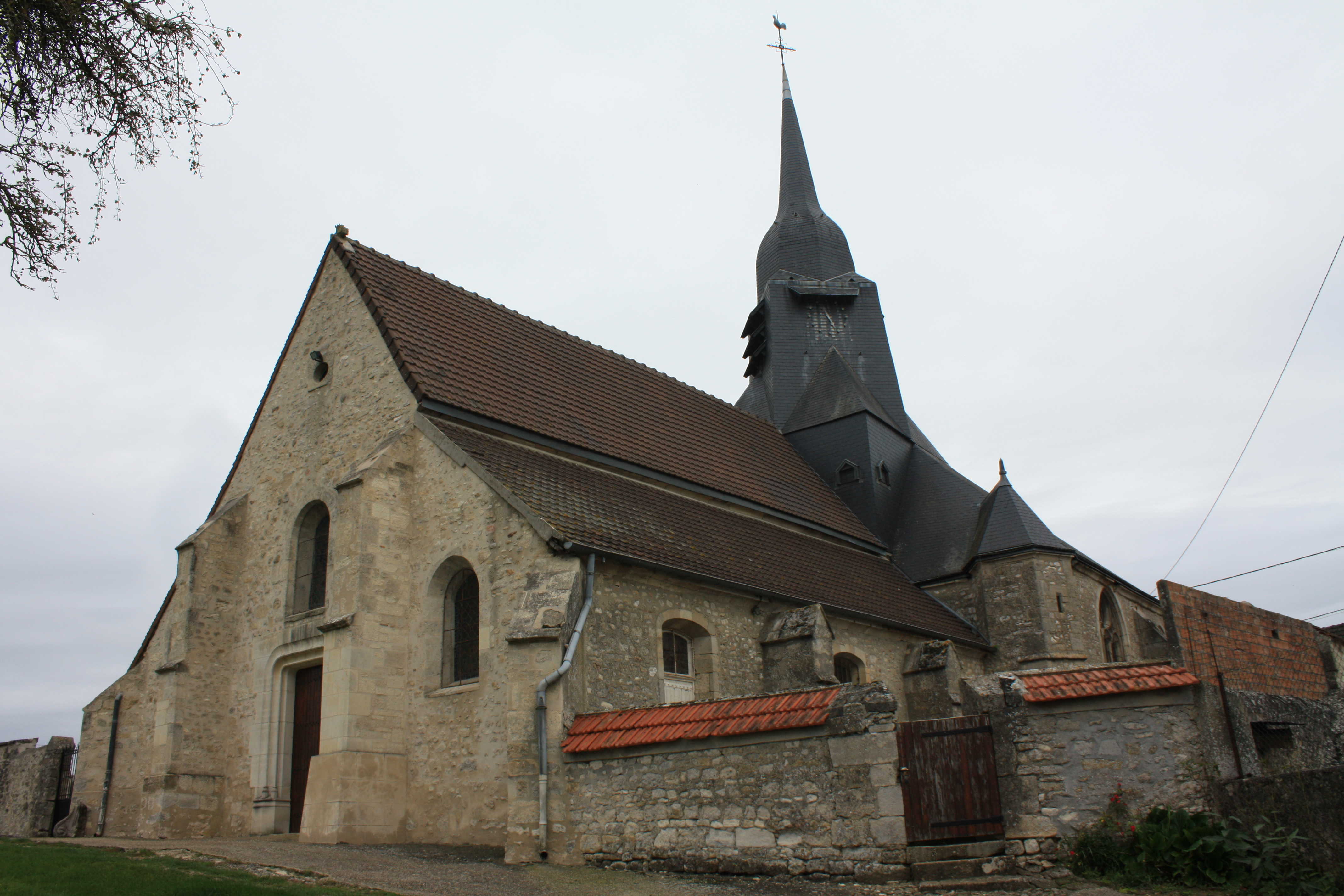
L'église Saint-Remi.

### Lieux et monuments
- Ancien prieuré cure prémontré, actuellement église paroissiale Saint-Remi[28],[29].
- Ancienne chapelle de la Ferme des Dames, XIIe et XIIIe siècles, inscrite au titre des monuments historiques[30].
- Abbaye prémontrée Sainte-Marie aux Dames de Chartreuve, actuellement ferme des Dames[31].
- Abbaye prémontrée Saint-Nicolas de Chartreuve (vestiges)[32].
- Lavoir de Chéry-Chartreuve (rénovée en 2020)
- Église Saint-Rémi de Chéry-Chartreuve, siège d'un prieuré-cure de l'ordre des prémontrés sous l'Ancien Régime, et qui abrite depuis le XIXe siècle le maître-autel et le lutrin de l'ancienne abbatiale Sainte-Marie[33]. L'église date du XIIe siècle et a été remaniée au XVIe ; elle fait l'objet d'une mesure de protection au titre des Monuments Historiques[34].

## Pour approfondir